# 한주리
한주리(Juri)는 일본의 캡콤사에서 개발한 대전 격투 게임 슈퍼 스트리트 파이터 4에 등장하는 여성 캐릭터이다. 국적은 대한민국이며, 생일은 1970년 1월 1일, 직업은 S.I.N.의 공작원이자, 세스의 호위, 태권도, 풍수 엔진을 이용한 기 공격을 주로 사용한다.재팬 뮤직 엔터테인먼트

## 주요 설정
통칭 '스파이더'라고 불리고 있는 S.I.N. 소속의 공작원
성격은 호전적이고 도발적으로 상대를 철저하게 농락하여 부수는 것을 즐긴다. 영예나 금전, 사회 규율, 이라고 하는 것등에는 관심이 없고 스스로가 재미있다고 생각하는 일이나 사건 (그 대부분이 위험하고 반사회적인 것)을 위해서 행동하고 있다.
왼쪽 눈에 '풍수 엔진'으로 불리는 기의 부스터가 의안으로 삽입되어 있다.

## 스토리
S.I.N.을 쫓는 가일과 캐미 앞에 나타난 것은 정체를 파악하지 못한 힘을 가진 한국 출신의 여성 '한주리'였다. 그녀는 10년 전, 15세의 나이로 한국 태권도계의 정상에 오른 천재적 격투가로 알려져 있으며, 그녀의 아버지는 당시 샤돌의 수사를 진행하고 있던 검사였다. 그러던 중, 그녀와 그녀의 가족이 탄 차량은 공격받아 모두 납치되고 만다. 딸인 주리는 구출되었으나 왼쪽 눈을 잃는 중상을 입었고, 그녀의 부모는 안타깝게도 그렇지 못한 채 사망하고 말았다.
S.I.N.은 그녀의 왼쪽 눈에 풍수엔진이라 불리는 기의 부스트를 이식하는 프로젝트를 진행했고, 주리는 이 힘을 바탕으로 그들을 위한 임무를 수행해 나아간다.

## 기타
스트리트 파이터 시리즈 최초의 한국인 캐릭터다. 2009년 9월 29일 오후 5시, 최초로 슈퍼 스트리트 파이터 4가 공식 사이트를 통하여 소개되었고, 같은 날 대한민국에서 이 게임의 프로듀서인 오노 요시노리가 참석한 그랜드 인터컨티넨탈 오키드룸 2층에서 열린 캡콤엔터테인먼트 코리아 라인업 발표회에서 한주리 (1P)와 T. 호크 (2P)의 시연 영상이 공개되었다.공개 이전에도 게임 커뮤니티 사이트의 루머를 통하여 기존 시리즈에 등장하지 않았던, 완전히 신캐릭터로의 존재가 알려졌으며, "Juri - Evil Asian girl fighter working for Seth"라는 글로 묘사되어 있었다.

## 성우
- 일본어 성우: 키타무라 에리

## 주요 사이트 링크
- 스트리트 파이터 4 공식 사이트 (일본어)